# تفنگ الکترونی گسیل میدانی

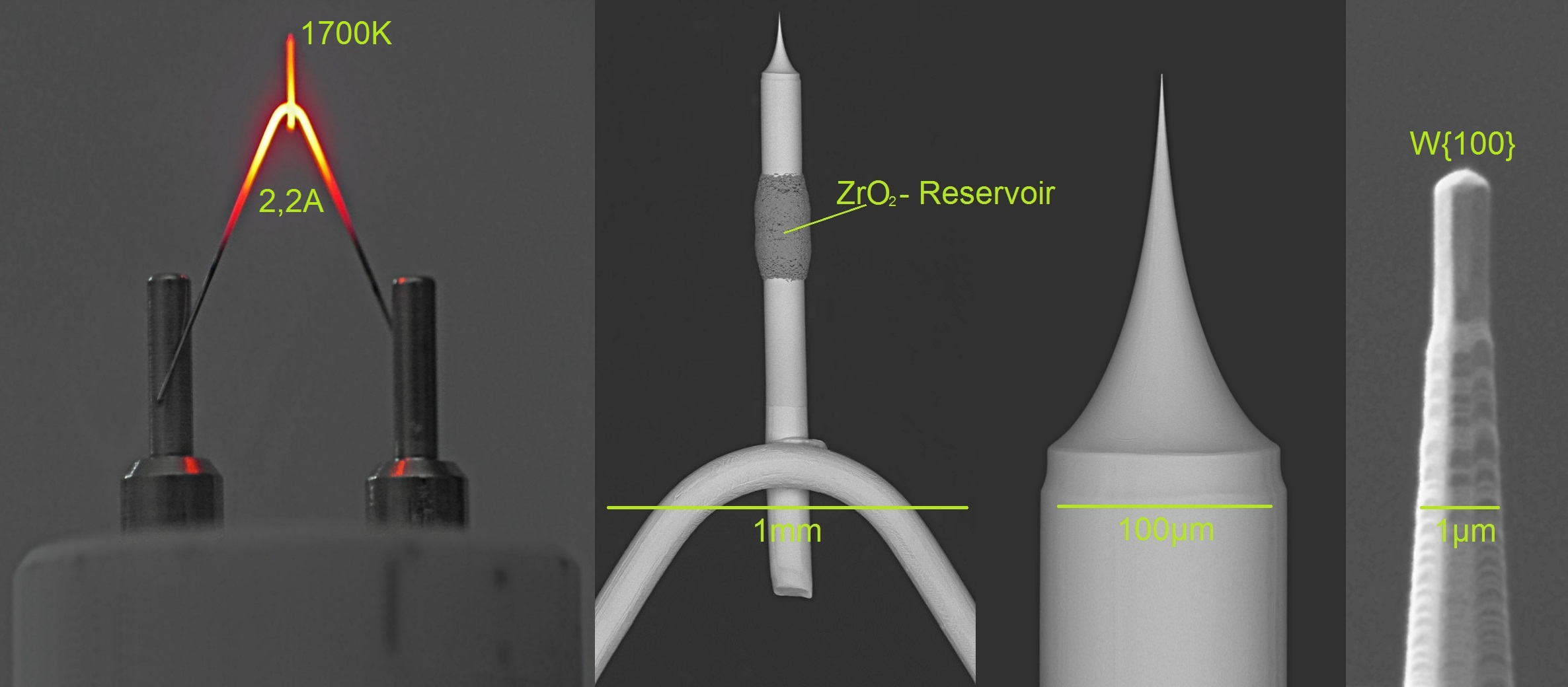
ساختار منبع الکترونی تابشگر شاتکی از میکروسکوپ الکترونی

تفنگ الکترونی گسیل میدانی (به انگلیسی: Field emission gun) یا FEG بر اساس پدیده تونلی (تونل زنی) کار می‌کند. نخستین اطلاعات علمی در رابطه با پدیده تونلی، توسط دانشمندی به نام وود در سال ۱۸۹۷ میلادی کشف گردید. تقریبا ۸۰ سال پس از کشف پدیده مذکور، ساخت و تولید تجاری تفنگ‌هایی که در آن‌ها از آثار پدیده تونلی استفاده می‌شد، آغاز گردید. این کار در نتیجه تحقیقات گسترده دانشمندانی چون کرو، اگنبرگر، وال و ولتر در سال ۱۹۶۸ انجام شد. پیش از آن، در سال ۱۹۵۴ دانشمندی به نام هیبی توانست با ترکیب فرآیند گسیل گرمایونی و تونلی در یک سیم نوک تیز تنگستنی، امکان تولید الکترون با روشنایی مناسب را بدست آورد. در همان سال بود که دو دانشمند دیگر، تولید الکترون به وسیله پدیده تونلی را به تنهایی، آزمایش کردند اما مشکلات کار سیستم‌های مورد استفاده در تولید الکترون به روش‌های فوق، خصوصا خلاء بسیار بالای مورد نیاز آن‌ها، منجر به تاخیرهای طولانی و پیشرفت کند این تفنگ‌ها شد.
قطر پرتوی الکترونی که در این نوع تفنگ‌ها به دست می‌آید به شدت وابسته به نسبت ولتاژ دو آند تفنگ بوده و به صورت تئوری قابل ملاحظه است. مثلا اگر نسبت ولتاژ آند اول به آند دوم ۱۲ باشد، قطر پرتو الکترونی معادل ۱۰۲- میکرون محاسبه می‌شود که این مقدار در عمل به ۲-۱۰ × ۲٫۵ میکرون می‌رسد. نشان داده شده است که پرتویی با این مشخصات دارای روشنایی معادل صد تا هزار برابر روشنایی پرتوی تولید شده در تفنگ‌های ترمویونی فیلامان تنگستنی است.